# 五源河体育场
五源河体育场，又称五源河体育中心体育场，位于中华人民共和国海南省海口市秀英区，占地287.7公顷，是目前海南省最大的体育场以及目前中国最大的国际赛事体育场之一。2022年起作为中超联赛海口赛区比赛场馆。

## 历史
五源河体育场一期工程于2017年3月7日开工建设，到当年6月，体育场本身几乎全部完工，2018年4月28日正式启用。五源河体育场是海南省第一作甲级甲级体育场，这座拥有超过41000个座席的体育场是海口文体中心首批建成的里程碑项目。 体育场项目总投资约10.6亿元人民币。

## 重要活动
2018年11月3日至4日，张学友《学友·经典世界巡回演唱会》在五源河体育场举办，是该体育场落成以来首次个人演唱会。2019年11月15日至17日，华晨宇连续3天在此举办《2019“火星”演唱会》，到场观众超过10万人。2023年6月29日至7月2日，周杰伦在此举办《嘉年华世界巡回演唱会》，4天共吸引15.46万观众入场观看，带来旅游收入9.76亿元。2024年，海南省和海口市政府明确将 “国际演艺之都” 作为重点发展目标，促成了不少国外大牌艺人在此举办演唱会。9月，坎耶·维斯特世界巡回试听会在五源河体育场上演，两场共吸引观众近8万人次，带动旅游消费7.3亿元。11月12日，查理·普斯《Something New巡回演唱会》亚洲首站在此举办。此外，凯蒂·佩里和特拉维斯·斯科特也宣传将在此举办演唱会。

## 图片

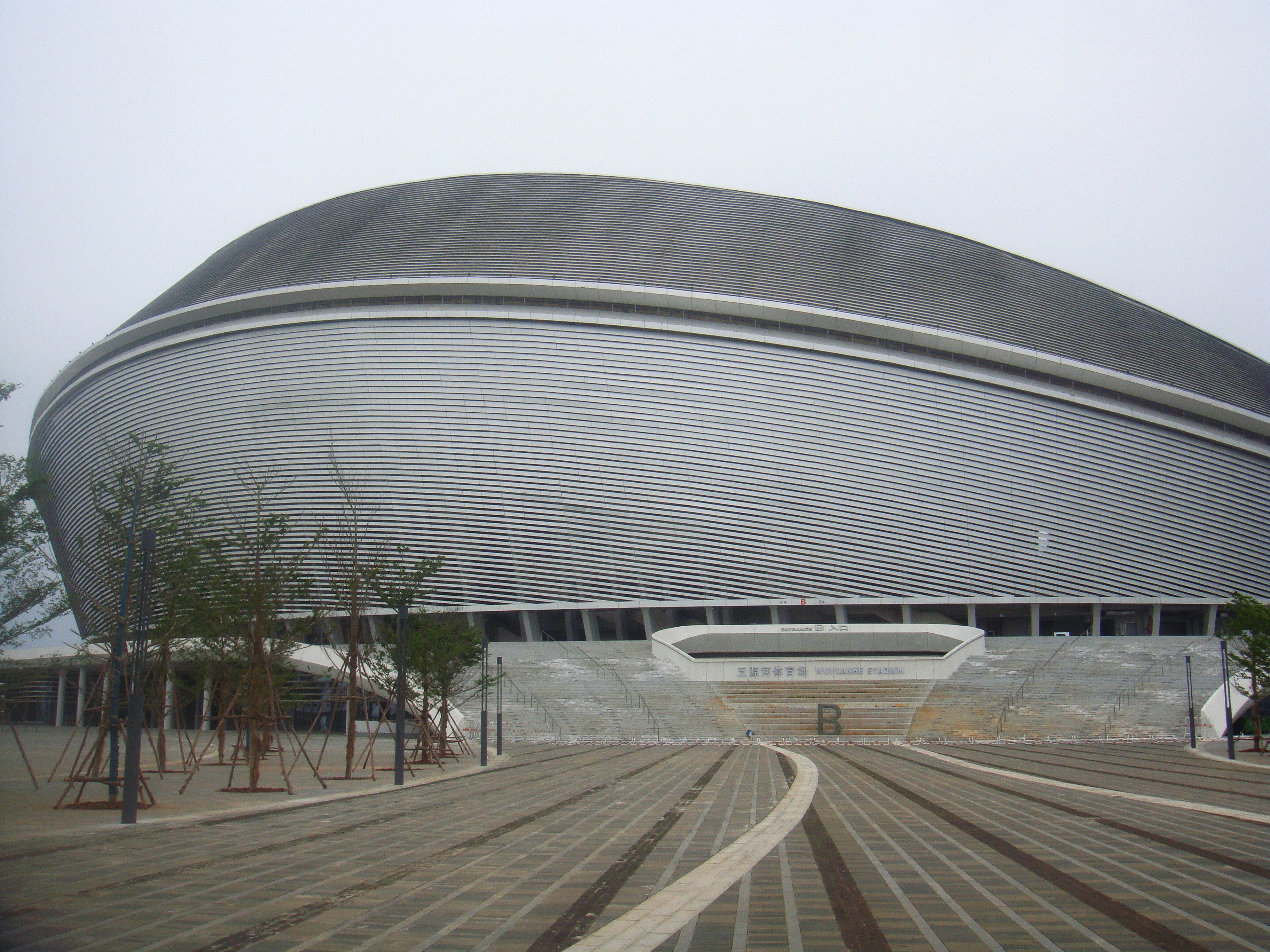
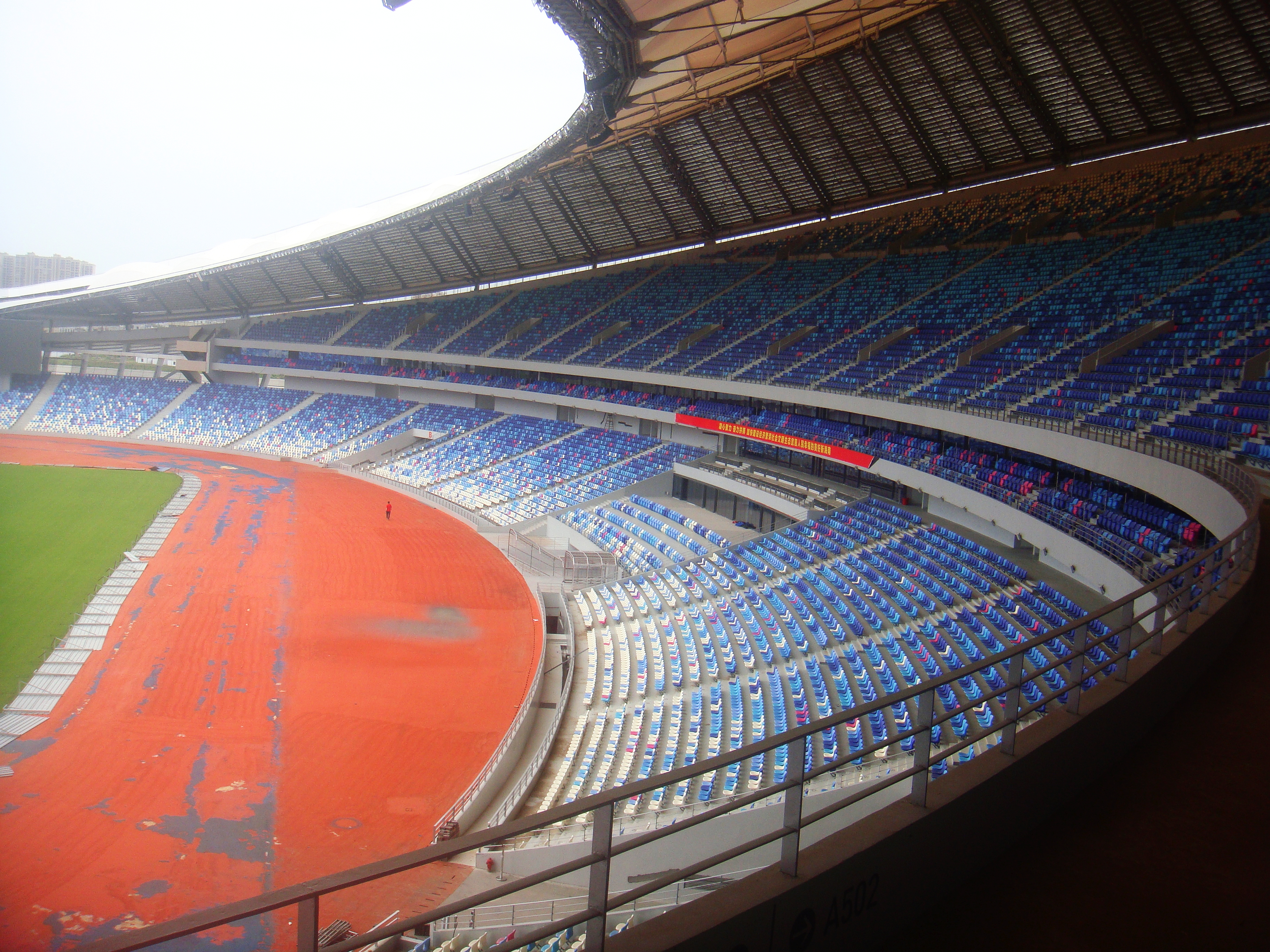
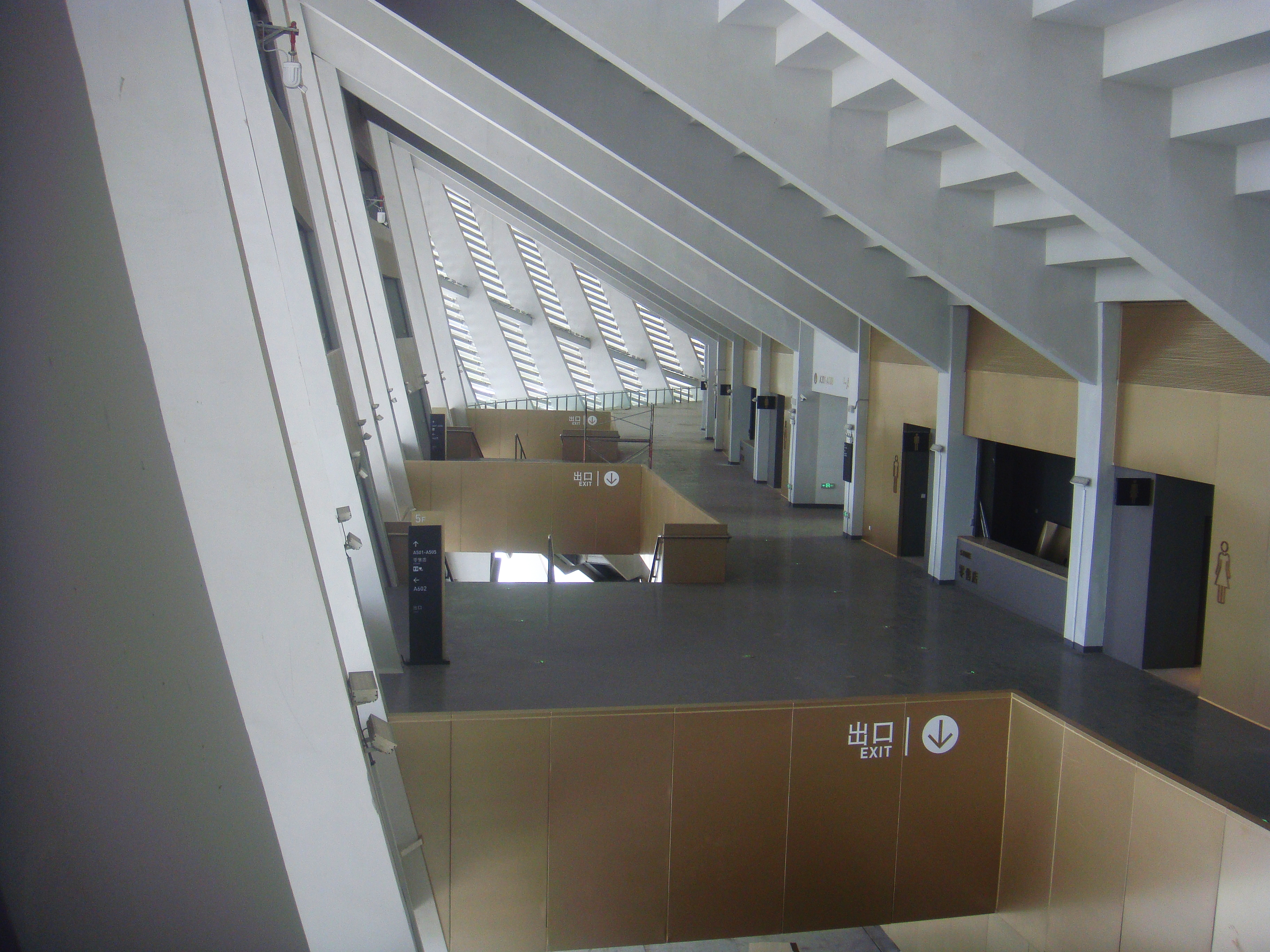
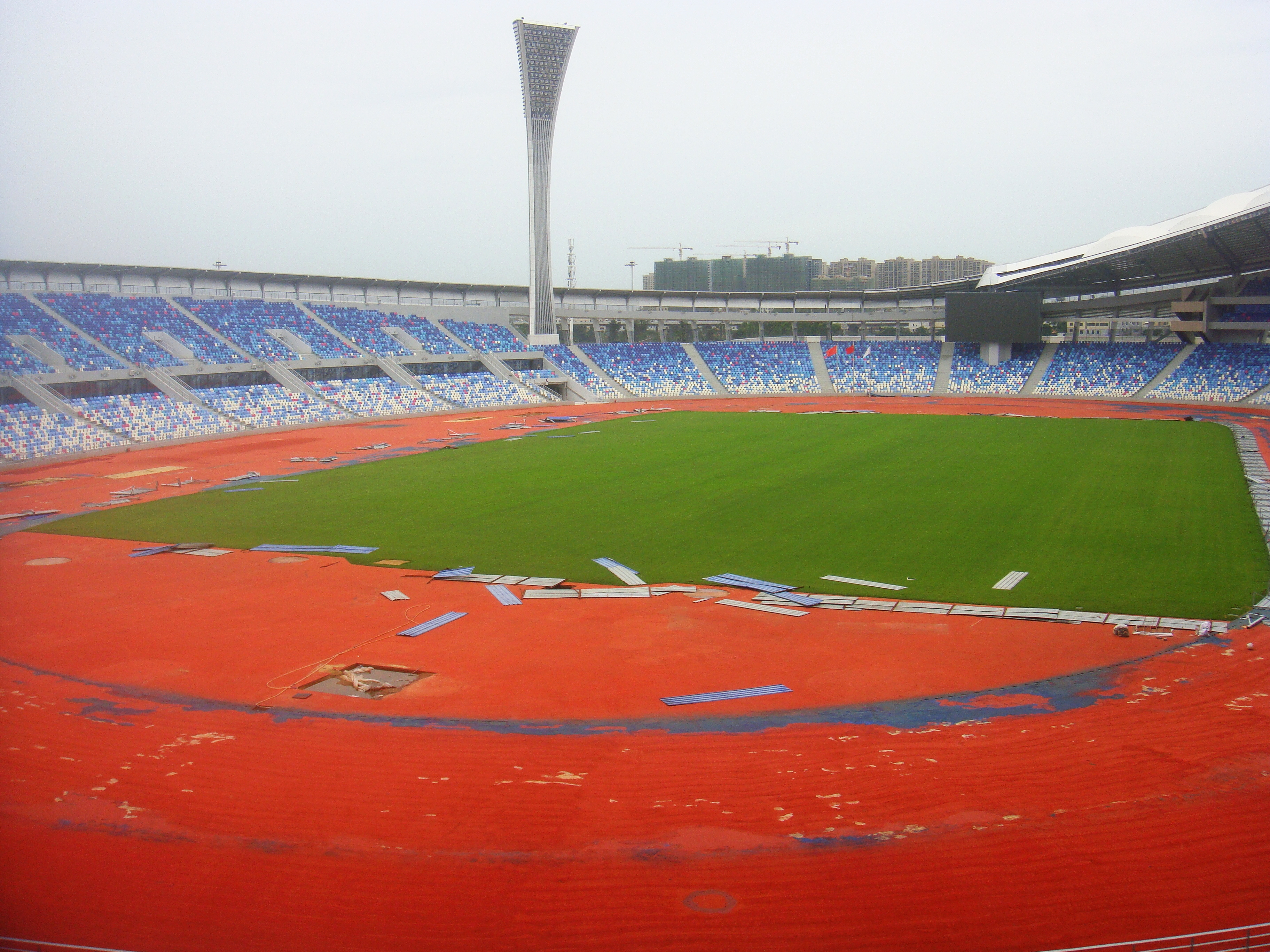